# Liste des œuvres de Johann Pachelbel

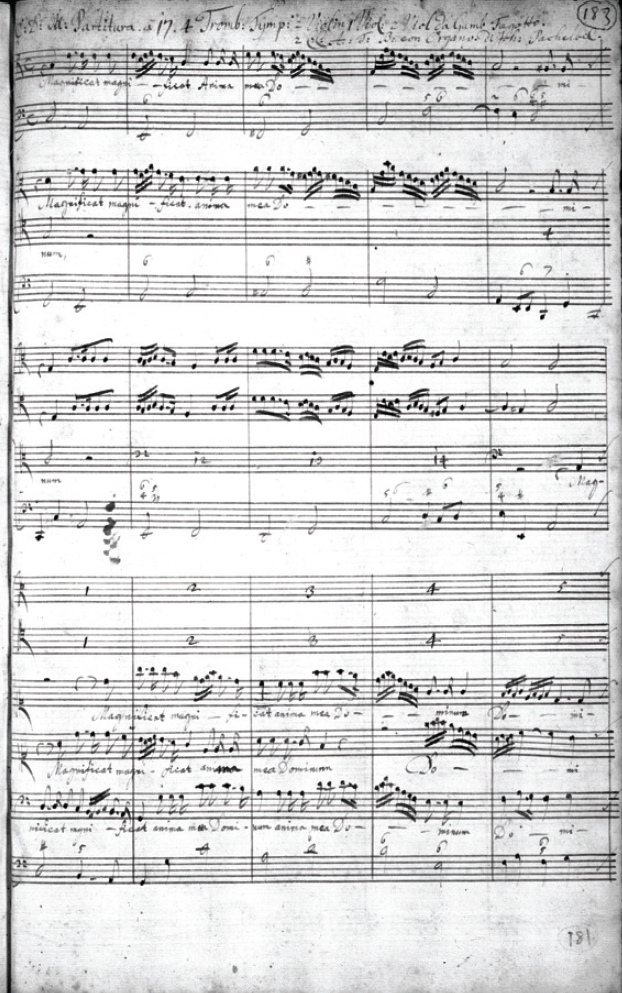
Une page des manuscrits dits de Tenbury, actuellement conservée à la Bodleian Library. Peut-être écrits par Pachelbel lui-même, ils contiennent certaines de ses plus belles œuvres vocales tardives. Ils figurent également parmi les très rares manuscrits jamais identifiés comme autographes possibles de ce compositeur.

Environ 530 compositions ont été attribuées à Johann Pachelbel. En 2009, aucun système de numérotation standard n'existe encore pour les œuvres de Pachelbel. Cet article présente une liste organisée par thème et fournit les numéros attribués dans trois catalogues différents: 
- P = catalogue de Jean M. Perreault, 2001
- Catalogue T = de Hideo Tsukamoto, 2002, disponible en ligne (archives du 18 octobre 2014)
- PC = catalogue de Kathryn J. Welter, 1998

Pour les œuvres destinées à l'orgue, les numéros de catalogue POP sont fournis à partir du catalogue adopté par Antoine Bouchard pour son enregistrement de l'œuvre d'orgue de Pachelbel (ce catalogue se limite aux œuvres pour l'orgue). Les numéros de Perreault sont utilisés comme base pour cette liste, distinguant des sections individuelles organisées par ordre alphabétique (concernant les chorals) et/ou par tonalité. Du fait  que le catalogue Welter ne fournit pas d'incipit, de nombreuses œuvres portant des titres identiques partagent un numéro PC unique (qui est dans ce cas indiqué par un point d'interrogation). 
Les symboles suivants sont utilisés: 
- * indique que l'attribution de la pièce est sujette à caution
- ! indique que la composition est, apparemment, perdue

À l'instar des catalogues d'œuvres de la plupart des compositeurs de musique ancienne, la liste d'œuvres de Pachelbel reste perpétuellement incomplète, car de nouvelles compositions sont régulièrement retrouvées. 

## Musique d'orgue

### Préludes de choral
Pachelbel a composé des préludes de choral pour les hymnes suivants : 
| P                                                                      | T   | PC      | POP | Composition | Incipit |
| ---------------------------------------------------------------------- | --- | ------- | --- | --- | --- |
| Erster Theil etlicher Choräle (Choräle zum praeambuliren) (avant 1693) |     |         |     | | |
| 45                                                                     | 2   | 1       | 58  | Ich ruf zu dir, Herr Jesu Christ (No 1)                                                                                                 | \version "2.18.2" \header { tagline = ##f % composer = "Johann Pachelbel" % opus = "Ich ruf zu dir, Herr Jesu Christ, P.45" % meter = "" } \score { << \relative c' { \clef bass \key g \major \time 4/4 \override TupletBracket #'bracket-visibility = ##f %s8*0^\markup{Aria} b4 g8 a g e g a \| << { b4 a8. b16 c4~ c16 c b a \| g8 a b c d a16 b c4 } \\ { r8 e,8 c d c a c d \| e fis g fis16\prall e16 d e fis g a8 e16 fis } >> } >> \layout { #(layout-set-staff-size 17) \context { \Score \remove "Metronome_mark_engraver" \override SpacingSpanner.common-shortest-duration = #(ly:make-moment 1/2) } } }  |
| 46                                                                     | 7   | 2       | 88  | Wie schön leuchtet der Morgenstern (No 1)                                                                                               | |
| 47                                                                     | 4   | 3       | 74  | Nun lob, mein Seel, den Herren | |
| 48                                                                     | 5   | 4       | 77  | Vater unser im Himmelreich (No 1) | |
| 49                                                                     | 8   | 5       | 89  | Wir glauben all' an einen Gott | |
| 50a                                                                    | 1   | 6       | 39  | Dies' sind die heil'gen zehn Gebot' (N° 1a)                                                                                             | |
| 50b                                                                    | -   | -       | -   | Dies' sind die heil'gen zehn Gebot' (N° 1b); douteux, arrangement par J.G. Walther ?                                                    | |
| 51                                                                     | 3   | 7       | 63  | Jesus Christus, unser Heiland, der von uns den Gotteszorn wandt                                                                         | |
| 52                                                                     | 6   | 8       | 79  | Vom Himmel hoch, da komm ich her (No 1)                                                                                                 | |
|                                                                        |     |         |     | | |
| 1                                                                      | 9   | 9       | 20  | Ach Gott, vom Himmel sieh darein | |
| 2                                                                      | 10  | 9?      | 21  | Ach Gott, vom Himmel sieh darein (No 2)                                                                                                 | |
| 3                                                                      | 11  | 10      | 22  | Ach Herr, mich armen Sünder (No 1) | |
| 4                                                                      | 12  | 11      | 23  | Ach Herr, mich armen Sünder (No 2) | |
| 5*                                                                     | -   | 10?     | -   | Ach Herr, mich armen Sünder (No 3) | |
| 8*                                                                     | -   | -       | -   | Ach, was soll ich Sünder machen | |
| 9*                                                                     | -   | 14      | -   | Ach wir armen Sünder | |
| 10*                                                                    | 14  | 15?     | 25  | Allein Gott in der Höh' sei Ehr' (No 1) (peut-être de J.H. Buttstedt)                                                                   | |
| 11*                                                                    | 15  | 15?     | 26  | Allein Gott in der Höh' sei Ehr' (No 2) (peut-être de Johann Heinrich Buttstett)                                                        | |
| 12*                                                                    | -   | 15?     | -   | Allein Gott in der Höh' sei Ehr' (No 3)                                                                                                 | |
| 13                                                                     | 16  | 16?     | 27  | Allein zu dir, Herr Jesu Christ (No 1)                                                                                                  | |
| 14                                                                     | 17  | 16?     | 28  | Allein zu dir, Herr Jesu Christ (No 2) [alio modo]                                                                                      | |
| 15*                                                                    | -   | 16?     | -   | Allein zu dir, Herr Jesu Christ (No 3)                                                                                                  | |
| 16*                                                                    | -   | 17      | -   | Als der gütige Gott | |
| 17                                                                     | 18  | 19      | 29  | An Wasserflüssen Babylon (No 1) | |
| 18                                                                     | 19  | 18/19   | 30  | An Wasserflüssen Babylon (No 2) | |
| 20                                                                     | -   | 18      | -   | An Wasserflüssen Babylon (No 4) | |
| 30*                                                                    | 20  | 107     | 31  | Auf meinen lieben Gott (No 1) (peut-être de Johann Michael Bach)                                                                        | |
| 31*                                                                    | -   | 20      | -   | Auf meinen lieben Gott (No 2) | |
| 34*                                                                    | -   | 21      | -   | Aus Jakobs Stamm ein Stern sehr klar | |
| 35                                                                     | 13  | 12/13?  | 24  | Aus tiefer Not schrei ich zu dir (No 1), ou Ach wie elend ist unsre Zeit                                                                | |
| 36*                                                                    | -   | 22/36?  | -   | Aus tiefer Not schrei ich zu dir (No 2)                                                                                                 | |
| 55*                                                                    | -   | 25?     | -   | Christ, der du bist der helle Tag | |
| 58*                                                                    | 22  | 198     | 33  | Christ lag in Todesbanden (No 1) (peut-être de Jean-Sébastien Bach)                                                                     | \version "2.18.2" \header { tagline = ##f % composer = "Johann Pachelbel" % opus = "Hexachordum Apollinis : Aria Prima" % meter = "" } \score { << \relative c { \clef bass \key c \major \time 4/4 \override TupletBracket #'bracket-visibility = ##f %s8*0^\markup{Aria} \partial 2. d4 c d \| f g f e \| << { r4 a4 g a \| c d c b } \\ { d,4. c16 d e8 d c b \| a f' e8\prall d8 e f g4~ } >> } >> \layout { #(layout-set-staff-size 17) \context { \Score \remove "Metronome_mark_engraver" \override SpacingSpanner.common-shortest-duration = #(ly:make-moment 1/2) } } }                                       |
| 59*                                                                    | -   | 108     | -   | Christ lag in Todesbanden (No 2) (peut-être de Heinrich Bach (1615–1692))                                                               | |
| 59bis*                                                                 | -   | 23      | -   | Christ lag in Todesbanden (No 3) (peut-être de Johann Heinrich Buttstett ou de Heinrich Bach)                                           | |
| 61                                                                     | 23  | 24      | 34  | Christ unser Herr zum Jordan kam (No 1)                                                                                                 | |
| 62*                                                                    | -   | 24?     | -   | Christ unser Herr zum Jordan kam (No 2)                                                                                                 | |
| 63*                                                                    | 21  | 25?     | 32  | Christe, der du bist Tag und Licht (No 1) (peut-être de Johann Sebastian Bach, BWV 1096 est une variante développée peut-être par Bach) | |
| 64*                                                                    | -   | 25?     | -   | Christe, der du bist Tag und Licht (No 2)                                                                                               | |
| 65*                                                                    | -   | 27      | -   | Christe, du Lamm Gottes (No 1) | |
| 66*                                                                    | -   | 26      | -   | Christe, du Lamm Gottes (No 2) | |
| 67*                                                                    | -   | 28      | -   | Christe, wollst uns hören | |
| 69*                                                                    | -   | 29?     | -   | Christus, der uns selig macht | |
| 69bis*                                                                 | -   | -       | -   | Christus, der uns selig macht (partita, peut-être de Nicolaus Vetter)                                                                   | |
| 70*                                                                    | 24  | 30      | 35  | Da Jesus an dem Kreuze stund (No 1) (peut-être de Heinrich Bach)                                                                        | |
| 71*                                                                    | -   | 109     | -   | Da Jesus an dem Kreuze stund (No 2) (peut-être de Heinrich Bach, version modifiée et augmentée de P.70)                                 | |
| 73*                                                                    | -   | 31      | -   | Das alte Jahr vergangen ist | |
| 80*                                                                    | 25  | 32      | 36  | Der Herr ist mein getreuer Hirt (No 1)                                                                                                  | |
| 81                                                                     | 26  | 33      | 37  | Der Herr ist mein getreuer Hirt (No 2)                                                                                                  | |
| 82*                                                                    | -   | 32?     | -   | Der Herr ist mein getreuer Hirt (No 3) (peut-être de Johann Peter Heuschkel)                                                            | |
| 83                                                                     | -   | 32?     | -   | Der Herr ist mein getreuer Hirt (No 4) (seul l'incipit est conservé)                                                                    | |
| 85                                                                     | 27  | 34      | 38  | Der Tag, der ist so freudenreich | |
| 50b                                                                    | -   | -       | -   | Dies' sind die heil'gen zehn Gebot' (No 1), arrangement de P.50a par Johann Gottfried Walther                                           | |
| 101*                                                                   | -   | -       | -   | Dies' sind die heil'gen zehn Gebot' (No 2)                                                                                              | |
| 103                                                                    | 28  | 35?     | 40  | Durch Adams Fall ist ganz verderbt (No 1)                                                                                               | |
| 104                                                                    | 29  | 35?     | 41  | Durch Adams Fall ist ganz verderbt (No 2)                                                                                               | |
| 105                                                                    | 30  | 36      | 42  | Durch Adams Fall ist ganz verderbt (No 3)                                                                                               | |
| 106                                                                    | 31  | 37      | 43  | Ein feste Burg ist unser Gott (No 1) | |
| 107                                                                    | -   | -       | -   | Ein feste Burg ist unser Gott (No 2) | |
| 108*                                                                   | -   | 37?     | -   | Ein feste Burg ist unser Gott (No 3) | |
| 109                                                                    | 32  | 38      | 44  | Erbarm dich mein, o Herre Gott (No 1)                                                                                                   | |
| 110*                                                                   | -   | 38?     | -   | Erbarm dich mein, o Herre Gott (No 2)                                                                                                   | |
| 111*                                                                   | 33  | 39?     | 45  | Erhalt uns, Herr, bei deinem Wort (No 1) (peut-être de Georg Böhm ou de Dietrich Buxtehude)                                             | |
| 112*                                                                   | -   | 39?     | -   | Erhalt uns, Herr, bei deinem Wort (No 2) (peut-être de Georg Böhm ou de Dieterich Buxtehude)                                            | |
| 114*                                                                   | 34  | 40?     | 46  | Es spricht der Unweisen Mund wohl (No 1)                                                                                                | |
| 115                                                                    | 35  | 41?     | 47  | Es spricht der Unweisen Mund wohl (No 2)                                                                                                | |
| 116*                                                                   | -   | 40?     | -   | Es spricht der Unweisen Mund wohl (No 3)                                                                                                | |
| 117*                                                                   | -   | 42      | -   | Es stehn vor Gottes Thron | |
| 118                                                                    | 36  | 43?     | 48  | Es woll uns Gott genädig sein (No 1) | |
| 119                                                                    | 37  | 43?     | 49  | Es woll uns Gott genädig sein (No 2) | |
| 120*                                                                   | -   | 43?     | -   | Es woll uns Gott genädig sein (No 3) | |
| 121*                                                                   | -   | 59      | -   | Esaia, dem Propheten das geschah | |
| 166*                                                                   | 38  | 44?     | 50  | Gelobet seist du, Jesu Christ (No 1) | \version "2.18.2" \header { tagline = ##f % composer = "Johann Pachelbel" % opus = "Gelobet seist du, Jesu Christ, P. 166" % meter = "" } \score { << \relative c' { \key c \major \time 4/4 \override TupletBracket #'bracket-visibility = ##f %s8*0^\markup{Aria} r8 d8 d d e d g a \| g16 e d c d8 e f g16 f e8 f \| << { g1 } \\ { e8 d e d16 c b8 c d e } >> } >> \layout { #(layout-set-staff-size 17) \context { \Score \remove "Metronome_mark_engraver" \override SpacingSpanner.common-shortest-duration = #(ly:make-moment 1/2) } } }                                                                       |
| 167*                                                                   | -   | 44?     | -   | Gelobet seist du, Jesu Christ (No 2) | |
| 169*                                                                   | -   | 45      | -   | Gleich wie ein Hirsch begehret | |
| 170*                                                                   | -   | 46      | -   | Gleich wie sich fein ein Vögelein | |
| 171                                                                    | 39  | 47?     | 51  | Gott der Vater wohn uns bei (No 1) | \version "2.18.2" \header { tagline = ##f % composer = "Johann Pachelbel" % opus = "Gott der Vater wohn uns bei, P. 171" % meter = "" } \score { << \relative c' { \clef bass \key d \major \time 4/4 \override TupletBracket #'bracket-visibility = ##f %s8*0^\markup{Aria} a8 a b cis << { d d cis4 \| b8 b cis d e16 fis d e cis d b cis \| a'2*1/2 } \\ { d,,8 d e fis \| g g fis4 e4. e8 \| fis4 } >> } >> \layout { #(layout-set-staff-size 17) \context { \Score \remove "Metronome_mark_engraver" \override SpacingSpanner.common-shortest-duration = #(ly:make-moment 1/2) } } }                              |
| 172*                                                                   | -   | 47?     | -   | Gott der Vater wohn uns bei (No 2) | |
| 174*                                                                   | 40  | 111     | 52  | Gott hat das Evangelium (éventuellement de Johann Michael Bach)                                                                         | \version "2.18.2" \header { tagline = ##f % composer = "Johann Pachelbel" % opus = "Gott hat das Evangelium, P. 174" % meter = "" } \score { << \relative c' { \clef bass \key d \major \time 4/4 \override TupletBracket #'bracket-visibility = ##f %s8*0^\markup{Aria} << { b2 b4 b d b a b8 a \| g c b8\prall a8 b e dis8\prall cis8 \| dis b e4.*1/2 } \\ { r4 g,8 fis e fis g e \| fis4 g fis8 e dis4 \| e fis g a~ \| a g8 e } >> } >> \layout { #(layout-set-staff-size 17) \context { \Score \remove "Metronome_mark_engraver" \override SpacingSpanner.common-shortest-duration = #(ly:make-moment 1/2) } } } |
| 178*                                                                   | 41  | 112     | 53  | Gott Vater, der du deine Sonn' (éventuellement de Johann Michael Bach)                                                                  | \version "2.18.2" \header { tagline = ##f % composer = "Johann Pachelbel" % opus = "Gott Vater, der du deine Sonn, P. 178" % meter = "" } \score { << \relative c' { \clef bass \key f \major \time 4/4 \override TupletBracket #'bracket-visibility = ##f %s8*0^\markup{Aria} \partial 2. g4 d fis \| g g bes a \| << { r4 d4 } \\ { g,2 } >> a4 \clef treble cis \| d d f e \| } >> \layout { #(layout-set-staff-size 17) \context { \Score \remove "Metronome_mark_engraver" \override SpacingSpanner.common-shortest-duration = #(ly:make-moment 1/2) } } }                                                        |
| 179*                                                                   | -   | 48      | -   | Gottes Sohn ist kommen | |
| 181                                                                    | 42  | 49?     | 54  | Herr Christ, der einig Gotts Sohn (No 1) (also known as Herr Christ, Gnadensonne)                                                       | |
| 182*                                                                   | -   | -       | -   | Herr Christ, der einig Gotts Sohn (No 2)                                                                                                | |
| 182bis*                                                                | -   | 113?    | -   | Herr Christ, der einig Gotts Sohn (No 3) (éventuellement de Johann Heinrich Buttstett ou Christian Friedrich Witt)                      | |
| 183                                                                    | 43  | 51      | 55  | Herr Gott, dich loben alle wir (No 1)                                                                                                   | |
| 184*                                                                   | -   | 50      | -   | Herr Gott, dich loben alle wir (No 2)                                                                                                   | |
| 185*                                                                   | -   | -       | -   | Herr Gott, dich loben wir | |
| 186*                                                                   | -   | -       | -   | Herr Gott nun schleuss den Himmel auf                                                                                                   | |
| 188*                                                                   | -   | 52      | -   | Herr Jesu Christ, dich zu uns wend | |
| 189*                                                                   | 44  | 114     | 56  | Herr Jesu Christ, ich weiß gar wohl | |
| 191*                                                                   | -   | -       | -   | Herr, wie du willst (opening fughetta lost)                                                                                             | |
| 192*                                                                   | -   | 53      | -   | Herzliebster Jesu, was hast du verbrochen                                                                                               | |
| 202                                                                    | 45  | 54/55   | 57  | Ich hab' mein' Sach' Gott heimgestellt (No 1)                                                                                           | |
| 203*                                                                   | -   | 55      | -   | Ich hab' mein' Sach' Gott heimgestellt (No 2)                                                                                           | |
| 205                                                                    | 46  | -       | 59  | Ich ruf' zu dir, Herr Jesu Christ (No 2)                                                                                                | |
| 206*                                                                   | -   | 56      | -   | Ich ruf' zu dir, Herr Jesu Christ (No 3)                                                                                                | |
| 209*                                                                   | 47  | 57?     | 60  | In dich hab ich gehoffet, Herr (No 1) (peut-être de Johann Michael Bach)                                                                | |
| 210*                                                                   | -   | 57?     | -   | In dich hab ich gehoffet, Herr (No 2) (peut-être de Johann Michael Bach, version modifiée de P.209)                                     | |
| 211*                                                                   | -   | 58      | -   | In dir ist Freude | |
| 218*                                                                   | 48  | 60?     | 61  | Jesus Christus, unser Heiland, der den Tod überwand (No 1) (peut-être de Andreas Armsdorff)                                             | |
| 219*                                                                   | 49  | 60?     | 62  | Jesus Christus, unser Heiland, der den Tod überwand (No 2)                                                                              | |
| 220*                                                                   | -   | 60?     | -   | Jesus Christus, unser Heiland, der den Tod überwand (No 3)                                                                              | |
| 222*                                                                   | -   | 61      | -   | Kaiser Augustus leget an | |
| 223*                                                                   | 50  | 116     | 64  | Komm, Gott Schöpfer, Heiliger Geist (No 1) (peut-être de Johann Michael Bach)                                                           | |
| 225*                                                                   | 51  | 62      | 65  | Komm, Heiliger Geist, Herre Gott (No 1) (peut-être de Andreas Armsdorf ou de Johann Gottfried Walther)                                  | |
| 226*                                                                   | -   | 117     | -   | Komm, Heiliger Geist, Herre Gott (No 2) (peut-être de Andreas Armsdorf)                                                                 | |
| 227                                                                    | 52  | 63?     | 66  | Kommt her zu mir, spricht Gottes Sohn (No 1)                                                                                            | |
| 228*                                                                   | -   | 63?     | -   | Kommt her zu mir, spricht Gottes Sohn (No 2)                                                                                            | |
| 231*                                                                   | -   | 64      | -   | Kyrie eleison | |
| 232*                                                                   | -   | 65      | -   | Kyrie, Gott, heiliger Geist | |
| 233*                                                                   | -   | 66      | -   | Kyrie, Gott Vater in Ewigkeit | |
| 235*                                                                   | -   | 67      | -   | Lob sei dem allmächtigen Gott | |
| 236                                                                    | 53  | 68      | 67  | Lob sei Gott in des Himmels Thron (No 1)                                                                                                | |
| 237*                                                                   | -   | 68?     | -   | Lob sei Gott in des Himmels Thron (No 2)                                                                                                | |
| 239*                                                                   | -   | 69      | -   | Lobt Gott, ihr Christen allzugleich | |
| 241*                                                                   | 54  | 70?     | 68  | Mag ich Unglück nicht widerstahn (peut-être de Johann Michael Bach)                                                                     | |
| 361*                                                                   | -   | 71      | -   | Mein' Seel', o Gott, muss loben dich | |
| 362                                                                    | 55  | 72/319  | 69  | Meine Seele erhebt den Herren (No 1) [Magnificat peregrini toni]                                                                        | |
| 363                                                                    | 56  | 363     | 70  | Meine Seele erhebt den Herren (No 2) [alio modo]                                                                                        | |
| 365*                                                                   | -   | 73      | -   | Meinen Jesum laß ich nicht | |
| 369*                                                                   | -   | 74      | -   | Mit Fried und Freud ich fahr dahin | |
| 380*                                                                   | -   | 75      | -   | Nun bitten wir den heil'gen Geist (peut-être de Johann Heinrich Buttstett                                                               | |
| 382*                                                                   | 57  | 119     | 71  | Nun freut euch, lieben Christen g'mein (No 1)                                                                                           | |
| 383*                                                                   | -   | 76      | -   | Nun freut euch, lieben Christen g'mein (No 2)                                                                                           | |
| 384                                                                    | -   | -       | -   | Nun freut euch, lieben Christen g'mein (No 3)                                                                                           | |
| 385*                                                                   | -   | 77      | -   | Nun jauchzet, all ihr Frommen | |
| 386                                                                    | 58  | 78      | 72  | Nun komm, der Heiden Heiland (No 1) | |
| 387*                                                                   | -   | 78?     | -   | Nun komm, der Heiden Heiland (No 2) | |
| 388*                                                                   | 59  | -       | 73  | Nun lasst uns Gott, dem Herren (No 1) (peut-être deJohann Michael Bach)                                                                 | |
| 389*                                                                   | -   | 79/120? | -   | Nun lasst uns Gott, dem Herren (No 2)                                                                                                   | |
| 393                                                                    | 60  | 81      | 75  | O Lamm Gottes, unschuldig (No 1) | |
| 394*                                                                   | -   | 82      | -   | O Lamm Gottes, unschuldig (No 2) | |
| 396*                                                                   | 61  | 83      | 76  | O Mensch, bewein dein Sünde groß (No 1)                                                                                                 | |
| 397*                                                                   | -   | 83?     | -   | O Mensch, bewein dein Sünde groß (No 2)                                                                                                 | |
| 398*                                                                   | -   | 84      | -   | O Traurigkeit, o Herzeleid | |
| 405*                                                                   | -   | -       | -   | Preis, Lob, und Herrlichkeit | |
| 422*                                                                   | -   | 85      | -   | Schaffe in mir, Gott, ein reines Herz                                                                                                   | |
| 423*                                                                   | -   | 86      | -   | Sei gegrüßet, Jesu gütig | |
| 475                                                                    | 62  | 87      | 78  | Vater unser im Himmelreich (No 2) | |
| 476*                                                                   | -   | -       | -   | Vater unser im Himmelreich (No 3) | |
| 478                                                                    | 63  | 88      | 80  | Vom Himmel hoch, da komm ich her (No 2)                                                                                                 | |
| 479*                                                                   | -   | 88?     | -   | Vom Himmel hoch, da komm ich her (No 3)                                                                                                 | |
| 480*                                                                   | -   | 89      | -   | Vom Himmel kam ein Engelschar | |
| 481*                                                                   | -   | 90      | -   | Von Gott will ich nicht lassen | |
| 482*                                                                   | -   | 91      | -   | Wär Gott nicht mit uns diese Zeit | |
| 483                                                                    | 64  | 92      | 81  | Warum betrübst du dich, mein Herz (No 1)                                                                                                | |
| 484                                                                    | 65  | 93      | 82  | Warum betrübst du dich, mein Herz (No 2)                                                                                                | |
| 485*                                                                   | -   | 92?     | -   | Warum betrübst du dich, mein Herz (No 3)                                                                                                | |
| 488                                                                    | 66? | 94/121? | 83? | Was mein Gott will, das g'scheh allzeit (No 1)                                                                                          | |
| 489                                                                    | 67? | 94/121? | 84? | Was mein Gott will, das g'scheh allzeit (No 2)                                                                                          | |
| 490*                                                                   | -   | 94/121? | -   | Was mein Gott will, das g'scheh allzeit (No 3)                                                                                          | |
| 491                                                                    | 68? | 95?     | 85? | Wenn mein Stündlein vorhanden ist (No 1)                                                                                                | |
| 492*                                                                   | 68? | 95?     | 85? | Wenn mein Stündlein vorhanden ist (No 2)                                                                                                | |
| 493*                                                                   | -   | 96      | -   | Wenn meine Sünd' mich kranken | |
| 494                                                                    | 70  | 97?     | 87  | Wenn wir in höchsten Nöten sein (No 1)                                                                                                  | |
| 495                                                                    | 69  | 97?     | 86  | Wenn wir in höchsten Nöten sein (No 2)                                                                                                  | |
| 497*                                                                   | -   | 98/9?   | -   | Wer Gott vertraut | |
| 498bis*                                                                | -   | 100     | -   | Werde munter, meine Gemüte | |
| 501                                                                    | -   | -       | -   | Wie schön leuchtet der Morgenstern (No 2)                                                                                               | |
| 502*                                                                   | -   | -       | -   | Wie schön leuchtet der Morgenstern (No 3)                                                                                               | |
| 502bis*                                                                | -   | -       | -   | Wie schön leuchtet der Morgenstern (No 4) (broadly accepted as being by Johann Sebastian Bach, BWV 739)                                 | |
| 503                                                                    | -   | 101?    | -   | Wir danken dir, Herr Jesu Christ (No 1)                                                                                                 | |
| 504*                                                                   | -   | 101?    | -   | Wir danken dir, Herr Jesu Christ (No 2) (apparently lost, only incipit survives)                                                        | |
| 505*                                                                   | -   | 102     | -   | Wir glauben all' an einen Gott (No 2)                                                                                                   | |
| 506*                                                                   | -   | -       | -   | Wir glauben all' an einen Gott (No 3)                                                                                                   | |
| 507                                                                    | 71  | 103     | 90  | Wo Gott der Herr nicht bei uns hält (No 1)                                                                                              | |
| 508*                                                                   | 72  | 104?    | 91  | Wo Gott der Herr nicht bei uns hält (No 2) (peut-être de Johann Michael Bach)                                                           | |
| 509                                                                    | 73  | 104?    | 92  | Wo Gott der Herr nicht bei uns hält (No 3)                                                                                              | |
| 510*                                                                   | -   | 122?    | -   | Wo Gott der Herr nicht bei uns hält (No 4)                                                                                              | |
| 511                                                                    | 74  | -       | 93  | Wo Gott der Herr nicht gibt sein' Gunst (No 1)                                                                                          | |
| 512                                                                    | 75  | 105     | 94  | Wo Gott der Herr nicht gibt sein' Gunst (No 2)                                                                                          | |
| 513*                                                                   | -   | 105?    | -   | Wo Gott der Herr nicht gibt sein' Gunst (No 3)                                                                                          | |
| 514*                                                                   | -   | 106     | -   | Wo soll ich fliehen hin (peut-être de Andreas Armsdorf)                                                                                 | |

### Chorals variés
| P                                      | T  | PC   | POP | Composition                                                                           | Incipit |
| -------------------------------------- | -- | ---- | --- | ------------------------------------------------------------------------------------- | --- |
| Musicalische Sterbens-Gedancken (1683) |    |      |     |                                                                                       | |
| 376                                    | 81 | 123  | 101 | Christus, der ist mein Leben (12 variations)                                          | \version "2.18.2" \header { tagline = ##f % composer = "Johann Pachelbel" % opus = "Christus, der ist mein Leben, P.376" % meter = "" } \score { << \relative c' { % \clef bass \key c \major \time 4/4 \override TupletBracket #'bracket-visibility = ##f %s8*0^\markup{Aria} \partial 4 << { < d g >4 < g b > a < g b > c \| d4. c8 b4 e \| d c b a \| b2. } \\ { b,4 d d d g~ \| g fis g g \| g e d d d2. } >> } >> \layout { #(layout-set-staff-size 17) \context { \Score \remove "Metronome_mark_engraver" \override SpacingSpanner.common-shortest-duration = #(ly:make-moment 1/2) } } } |
| 377a                                   | 82 | 124  | 102 | Alle Menschen müssen sterben (8 variations)                                           | |
| 377b                                   | -  | -    | -   | Alle Menschen müssen sterben (5 variations), arrangement par Johann Gottfried Walther | |
| 378                                    | 83 | 125  | 103 | Herzlich tut mich verlangen (7 variations)                                            | \version "2.18.2" \header { tagline = ##f % composer = "Johann Pachelbel" % opus = "Herzlich tut mich verlangen, P.378" % meter = "" } \score { << \relative c' { % \clef bass \key c \major \time 3/4 \override TupletBracket #'bracket-visibility = ##f %s8*0^\markup{Aria} \partial 4 << { e4 \| a2 g4 \| f2 e4 \| d2. \| e2.~ e2 } \\ { c4~ \| c2 c4 \| a b c~ \| c2 b4 \| c2.~ \| c2 } >> } >> \layout { #(layout-set-staff-size 17) \context { \Score \remove "Metronome_mark_engraver" \override SpacingSpanner.common-shortest-duration = #(ly:make-moment 1/2) } } }                    |
| 379                                    | 84 | 126  | 104 | Was Gott tut, das ist wohlgetan (9 variations)                                        | |
| -                                      | -  | -    | -   | Freu dich sehr o meine Seele (12 variations)                                          | |
|                                        |    |      |     |                                                                                       | |
| 7a                                     | 85 | 127  | 105 | Ach, was soll ich Sünder machen [thème et 6 variations]                               | |
| 7b                                     | -  | -    | -   | Ach, was soll ich Sünder machen (arrangement par Johann Gottfried Walther)            | |
| 129                                    | 87 | 129? | 107 | Freu dich sehr, o meine Seele                                                         | |
| 498                                    | 86 | 130  | 106 | Werde munter, mein Gemüte (chorale et 4 partitas)                                     | |

### Fugues sur leMagnificat
| P                                                | T   | PC  | POP | Composition                                                                                         | Incipit |
| ------------------------------------------------ | --- | --- | --- | --------------------------------------------------------------------------------------------------- | --- |
| Fugues sur le Magnificat primi toni (mode I)     |     |     |     | | |
| 257                                              | 101 | 227 | 151 | Fugue sur le Magnificat primi toni No 1 (ré mineur)                                                 | \version "2.18.2" \header { tagline = ##f % composer = "Johann Pachelbel" % opus = "Fugue sur le Magnificat ''primi toni'', P.257" % meter = "" } \score { << \relative c' { % \clef bass \key c \major \time 4/4 \override TupletBracket #'bracket-visibility = ##f %s8*0^\markup{Aria} d4 a' f8 d bes'4 \| a8 g f e d4. e8 \| << { f4. g8 a2 \| gis4 a8 b c4. d16 c \| b4 e4. d4*1/2 } \\ { a,4 d c8 a f'4 \| e8 d c b a4 a'~ \| a8 g f e f4 } >> } >> \layout { #(layout-set-staff-size 17) \context { \Score \remove "Metronome_mark_engraver" \override SpacingSpanner.common-shortest-duration = #(ly:make-moment 1/2) } } }          |
| 258                                              | 102 | 228 | 152 | Fugue sur le Magnificat primi toni No 2 (ré mineur)                                                 | \version "2.18.2" \header { tagline = ##f % composer = "Johann Pachelbel" % opus = "Fugue sur le Magnificat ''primi toni'' no. 2, P.258" % meter = "" } \score { << \relative c' { \clef alto \key c \major \time 4/4 \override TupletBracket #'bracket-visibility = ##f %s8*0^\markup{Aria} \partial 2. \stemUp a4 d4. d8 \| cis4 a d8 e f4 \| e2 << { d2 \| cis8 d e4 d8 e f g16 f e4 a2 gis4 \| a} \\ { r4 d,,4 \| a'4. a8 f4 d \| a'8 b c4 b2 \| a8 } >> } >> \layout { #(layout-set-staff-size 17) \context { \Score \remove "Metronome_mark_engraver" \override SpacingSpanner.common-shortest-duration = #(ly:make-moment 1/2) } } } |
| 259                                              | 103 | 229 | 153 | Fugue sur le Magnificat primi toni No 3 (ré mineur)                                                 | |
| 260                                              | 104 | 230 | 154 | Fugue sur le Magnificat primi toni No 4 (ré mineur)                                                 | |
| 261                                              | 105 | 259 | 155 | Fugue sur le Magnificat primi toni No 5 (ré mineur)                                                 | |
| 262                                              | 106 | 260 | 156 | Fugue sur le Magnificat primi toni No 6 (ré mineur)                                                 | |
| 263                                              | 107 | 261 | 157 | Fugue sur le Magnificat primi toni No 7 (ré mineur)                                                 | |
| 264                                              | 108 | 262 | 158 | Fugue sur le Magnificat primi toni No 8 (ré mineur)                                                 | |
| 265                                              | 109 | -   | 159 | Fugue sur le Magnificat primi toni No 9 (ré mineur)                                                 | |
| 266                                              | 110 | 291 | 160 | Fugue sur le Magnificat primi toni No 10 (ré mineur)                                                | |
| 267                                              | 111 | 292 | 161 | Fugue sur le Magnificat primi toni No 11 (ré mineur)                                                | |
| 268                                              | 112 | 293 | 162 | Fugue sur le Magnificat primi toni No 12 (ré mineur)                                                | |
| 269                                              | 113 | 294 | 163 | Fugue sur le Magnificat primi toni No 13 (ré mineur)                                                | |
| 270                                              | 114 | 295 | 164 | Fugue sur le Magnificat primi toni No 14 (ré mineur)                                                | |
| 271                                              | 115 | 296 | 165 | Fugue sur le Magnificat primi toni No 15 (ré mineur)                                                | |
| 272                                              | 116 | 297 | 166 | Fugue sur le Magnificat primi toni No 16 (ré mineur)                                                | |
| 273                                              | 117 | 298 | 167 | Fugue sur le Magnificat primi toni No 17 (ré mineur)                                                | |
| 274                                              | 118 | 299 | 168 | Fugue sur le Magnificat primi toni No 18 (ré mineur)                                                | |
| 275                                              | 119 | -   | 169 | Fugue sur le Magnificat primi toni No 19 (ré mineur)                                                | |
| 276                                              | 120 | 300 | 170 | Fugue sur le Magnificat primi toni No 20 (ré mineur)                                                | |
| 277                                              | 121 | -   | 171 | Fugue sur le Magnificat primi toni No 21 (ré mineur)                                                | |
| 278                                              | 122 | -   | 172 | Fugue sur le Magnificat primi toni No 22 (ré mineur)                                                | |
| 279                                              | 123 | -   | 173 | Fugue sur le Magnificat primi toni No 23 (ré mineur)                                                | |
| 280                                              | -   | 325 | -   | Fugue sur le Magnificat primi toni No 24 (ré mineur)                                                | |
| 281*                                             | -   | -   | -   | Fugue sur le Magnificat primi toni No 25 (ré mineur)                                                | |
| 282                                              | -   | -   | -   | Fugue sur le Magnificat primi toni No 26 (ré mineur)                                                | |
| 283                                              | -   | -   | -   | Fugue sur le Magnificat primi toni No 27 (ré mineur)                                                | |
|                                                  |     |     |     | | |
| Fugues sur le Magnificat secundi toni (mode II)  |     |     |     | | |
| 284                                              | 124 | 231 | 174 | Fugue sur le Magnificat secundi toni No 1 (sol mineur)                                              | |
| 285                                              | 125 | 232 | 175 | Fugue sur le Magnificat secundi toni No 2 (sol mineur)                                              | |
| 286                                              | 126 | 233 | 176 | Fugue sur le Magnificat secundi toni No 3 (sol mineur)                                              | |
| 287                                              | 127 | 234 | 177 | Fugue sur le Magnificat secundi toni No 4 (sol mineur)                                              | |
| 288                                              | 128 | 263 | 178 | Fugue sur le Magnificat secundi toni No 5 (sol mineur)                                              | |
| 289                                              | 129 | 264 | 179 | Fugue sur le Magnificat secundi toni No 6 (sol mineur)                                              | |
| 290                                              | 130 | 265 | 180 | Fugue sur le Magnificat secundi toni No 7 (sol mineur)                                              | |
| 291                                              | 131 | 266 | 181 | Fugue sur le Magnificat secundi toni No 8 (sol mineur)                                              | |
| 292                                              | 132 | 301 | 182 | Fugue sur le Magnificat secundi toni No 9 (sol mineur)                                              | |
| 293                                              | 133 | 302 | 183 | Fugue sur le Magnificat secundi toni No 10 (sol mineur)                                             | |
|                                                  |     |     |     | | |
| Fugues sur le Magnificat tertii toni (mode III)  |     |     |     | | |
| 294                                              | 134 | 235 | 184 | Fugue sur le Magnificat tertii toni No 1 (do majeur)                                                | |
| 295                                              | 135 | 236 | 185 | Fugue sur le Magnificat tertii toni No 2 (do majeur)                                                | |
| 296                                              | 136 | 237 | 186 | Fugue sur le Magnificat tertii toni No 3 (do majeur)                                                | |
| 297                                              | 137 | 238 | 187 | Fugue sur le Magnificat tertii toni No 4 (sol majeur)                                               | |
| 298                                              | 138 | 267 | 188 | Fugue sur le Magnificat tertii toni No 5 (sol majeur)                                               | |
| 299                                              | 139 | 268 | 189 | Fugue sur le Magnificat tertii toni No 6 (sol majeur)                                               | |
| 300                                              | 140 | 269 | 190 | Fugue sur le Magnificat tertii toni No 7 (sol majeur)                                               | |
| 301                                              | 141 | 270 | 191 | Fugue sur le Magnificat tertii toni No 8 (sol majeur)                                               | |
| 302                                              | 142 | 303 | 192 | Fugue sur le Magnificat tertii toni No 9 (do majeur)                                                | |
| 303                                              | 143 | 304 | 193 | Fugue sur le Magnificat tertii toni No 10 (do majeur)                                               | |
| 304                                              | 144 | 305 | 194 | Fugue sur le Magnificat tertii toni No 11 (do majeur)                                               | |
| 305                                              | -   | -   | -   | Fugue sur le Magnificat tertii toni No 12 (sol majeur ; seul l'incipit est conservé ; pas la fugue) | |
|                                                  |     |     |     | | |
| Fugues sur le Magnificat quarti toni (mode IV)   |     |     |     | | |
| 306                                              | 145 | 239 | 195 | Fugue sur le Magnificat quarti toni No 1 (la mineur)                                                | |
| 307                                              | 146 | 240 | 196 | Fugue sur le Magnificat quarti toni No 2 (mi mineur)                                                | |
| 308                                              | 147 | 241 | 197 | Fugue sur le Magnificat quarti toni No 3 (la mineur)                                                | |
| 309                                              | 148 | 242 | 198 | Fugue sur le Magnificat quarti toni No 4 (la mineur)                                                | |
| 310                                              | 149 | 271 | 199 | Fugue sur le Magnificat quarti toni No 5 (la mineur)                                                | |
| 311                                              | 150 | 272 | 200 | Fugue sur le Magnificat quarti toni No 6 (la mineur)                                                | |
| 312                                              | 151 | 273 | 201 | Fugue sur le Magnificat quarti toni No 7 (mi mineur)                                                | |
| 313                                              | 152 | 274 | 202 | Fugue sur le Magnificat quarti toni No 8 (la mineur)                                                | |
|                                                  |     |     |     | | |
| Fugues sur le Magnificat quinti toni (mode V)    |     |     |     | | |
| 314                                              | 153 | 243 | 203 | Fugue sur le Magnificat quinti toni No 1 (fa majeur)                                                | |
| 315                                              | 154 | 244 | 204 | Fugue sur le Magnificat quinti toni No 2 (fa majeur)                                                | |
| 316                                              | 155 | 245 | 205 | Fugue sur le Magnificat quinti toni No 3 (fa majeur)                                                | |
| 317                                              | 156 | 246 | 206 | Fugue sur le Magnificat quinti toni No 4 (fa majeur)                                                | |
| 318                                              | 157 | 275 | 207 | Fugue sur le Magnificat quinti toni No 5 (fa majeur)                                                | |
| 319                                              | 158 | 276 | 208 | Fugue sur le Magnificat quinti toni No 6 (si bémol majeur)                                          | |
| 320                                              | 159 | 277 | 209 | Fugue sur le Magnificat quinti toni No 7 (si bémol majeur)                                          | |
| 321                                              | 160 | 278 | 210 | Fugue sur le Magnificat quinti toni No 8 (fa majeur)                                                | |
| 322                                              | 161 | 306 | 211 | Fugue sur le Magnificat quinti toni No 9 (fa majeur)                                                | |
| 323                                              | 162 | 307 | 212 | Fugue sur le Magnificat quinti toni No 10 (fa majeur)                                               | |
| 324                                              | 163 | 308 | 213 | Fugue sur le Magnificat quinti toni No 11 (fa majeur)                                               | |
| 325                                              | 164 | 309 | 214 | Fugue sur le Magnificat quinti toni No 12 (fa majeur)                                               | |
|                                                  |     |     |     | | |
| Fugues sur le Magnificat sexti toni (mode VI)    |     |     |     | | |
| 326                                              | 165 | 247 | 215 | Fugue sur le Magnificat sexti toni No 1 (fa majeur)                                                 | |
| 327                                              | 166 | 248 | 216 | Fugue sur le Magnificat sexti toni No 2 (fa majeur)                                                 | |
| 328                                              | 167 | 249 | 217 | Fugue sur le Magnificat sexti toni No 3 (fa majeur)                                                 | |
| 329                                              | 168 | 250 | 218 | Fugue sur le Magnificat sexti toni No 4 (fa majeur)                                                 | |
| 330                                              | 169 | 279 | 219 | Fugue sur le Magnificat sexti toni No 5 (fa majeur)                                                 | |
| 331                                              | 170 | 280 | 220 | Fugue sur le Magnificat sexti toni No 6 (fa majeur)                                                 | |
| 332                                              | 171 | 310 | 221 | Fugue sur le Magnificat sexti toni No 7 (fa majeur)                                                 | |
| 333                                              | 172 | 311 | 222 | Fugue sur le Magnificat sexti toni No 8 (fa majeur)                                                 | |
| 334                                              | 173 | 312 | 223 | Fugue sur le Magnificat sexti toni No 9 (fa majeur)                                                 | |
| 335                                              | 174 | 313 | 224 | Fugue sur le Magnificat sexti toni No 10 (fa majeur)                                                | |
|                                                  |     |     |     | | |
| Fugues sur le Magnificat septimi toni (mode VII) |     |     |     | | |
| 336                                              | 175 | 251 | 225 | Fugue sur le Magnificat septimi toni No 1 (do mineur)                                               | |
| 337                                              | 176 | 252 | 226 | Fugue sur le Magnificat septimi toni No 2 (do mineur)                                               | |
| 338                                              | 177 | 253 | 227 | Fugue sur le Magnificat septimi toni No 3 (do mineur)                                               | |
| 339                                              | 178 | 254 | 228 | Fugue sur le Magnificat septimi toni No 4 (do mineur)                                               | |
| 340                                              | 179 | 283 | 229 | Fugue sur le Magnificat septimi toni No 5 (do mineur)                                               | |
| 341                                              | 180 | 284 | 230 | Fugue sur le Magnificat septimi toni No 6 (do mineur)                                               | |
| 342                                              | 181 | 285 | 231 | Fugue sur le Magnificat septimi toni No 7 (do mineur)                                               | |
| 343                                              | 182 | 286 | 232 | Fugue sur le Magnificat septimi toni No 8 (do mineur)                                               | |
|                                                  |     |     |     | | |
| Fugues sur le Magnificat octavi toni (mode VIII) |     |     |     | | |
| 344                                              | 183 | 255 | 233 | Fugue sur le Magnificat octavi toni No 1 (sol majeur)                                               | |
| 345                                              | 184 | 256 | 234 | Fugue sur le Magnificat octavi toni No 2 (sol majeur)                                               | |
| 346                                              | 185 | 257 | 235 | Fugue sur le Magnificat octavi toni No 3 (sol majeur)                                               | |
| 347                                              | 186 | 258 | 236 | Fugue sur le Magnificat octavi toni No 4 (sol majeur)                                               | |
| 348                                              | 187 | 287 | 237 | Fugue sur le Magnificat octavi toni No 5 (sol majeur)                                               | |
| 349                                              | 188 | 288 | 238 | Fugue sur le Magnificat octavi toni No 6 (sol majeur)                                               | |
| 350                                              | 189 | 289 | 239 | Fugue sur le Magnificat octavi toni No 7 (sol majeur)                                               | |
| 351                                              | 190 | 290 | 240 | Fugue sur le Magnificat octavi toni No 8 (sol majeur)                                               | |
| 352                                              | 191 | 314 | 241 | Fugue sur le Magnificat octavi toni No 9 (sol majeur)                                               | |
| 353                                              | 192 | 315 | 242 | Fugue sur le Magnificat octavi toni No 10 (sol majeur)                                              | |
| 354                                              | 193 | 316 | 243 | Fugue sur le Magnificat octavi toni No 11 (sol majeur)                                              | |
| 355                                              | 194 | 317 | 244 | Fugue sur le Magnificat octavi toni No 12 (sol majeur)                                              | |
| 356                                              | 195 | 318 | 245 | Fugue sur le Magnificat octavi toni No 13 (sol majeur)                                              | |
| -                                                | -   | 319 | -   | Fugue sur le Magnificat peregrini toni                                                              | |

### Chaconnes
| P   | T   | PC  | POP | Composition                                           | Incipit |
| --- | --- | --- | --- | ----------------------------------------------------- | --- |
| 38  | 201 | 144 | 11  | Chaconne en do majeur (25 variations)                 | \version "2.18.2" \header { tagline = ##f % composer = "Johann Pachelbel" % opus = "Chaconne en ut majeur, P. 38" % meter = "" } \score { << \relative c' { %\clef bass \key c \major \time 4/4 \override TupletBracket #'bracket-visibility = ##f %s8*0^\markup{Aria} << { e4 e d8 c d4 \| f f e8 d e4 \| g g f e d8. c16 d4 c c } \\ { c4 c b b \| d d c c \| b c d c~ \| c b } >> } >> \layout { #(layout-set-staff-size 17) \context { \Score \remove "Metronome_mark_engraver" \override SpacingSpanner.common-shortest-duration = #(ly:make-moment 1/2) } } }                                                                  |
| 39  | 202 | 146 | 12  | Chaconne en ré majeur (1) (16 variations)             | \version "2.18.2" \header { tagline = ##f % composer = "Johann Pachelbel" % opus = "Chaconne en ré majeur, P. 39" % meter = "" } \score { << \relative c'' { %\clef bass \key d \major \time 3/4 \override TupletBracket #'bracket-visibility = ##f %s8*0^\markup{Aria} a4 a a \| a4.\trill g8 fis4 \| b cis d8 d, \| d4.\trill cis8 d4 \| } >> \layout { #(layout-set-staff-size 17) \context { \Score \remove "Metronome_mark_engraver" \override SpacingSpanner.common-shortest-duration = #(ly:make-moment 1/2) } } } |
| 40  | 203 | 145 | 13  | Chaconne en ré majeur (2) (13 variations)             | \version "2.18.2" \header { tagline = ##f % composer = "Johann Pachelbel" % opus = "Chaconne en ré majeur, P. 40" % meter = "" } \score { << \relative c'' { %\clef bass \key d \major \time 3/2 \override TupletBracket #'bracket-visibility = ##f %s8*0^\markup{Aria} << { a1 a2 \| fis1 a2 \| d, e fis e2.\trill d4 d2 } \\ { < d fis >1 < cis e >2 \| d1 d4 cis \| b2 cis d~ \| d cis } >> } >> \layout { #(layout-set-staff-size 17) \context { \Score \remove "Metronome_mark_engraver" \override SpacingSpanner.common-shortest-duration = #(ly:make-moment 1/2) } } }                                                        |
| 41  | 204 | 147 | 14  | Chaconne en ré mineur (16 variations)                 | \version "2.18.2" \header { tagline = ##f % composer = "Johann Pachelbel" % opus = "Chaconne en ré mineur, P. 41" % meter = "" } \score { << \relative c' { \clef bass \key c \major \time 3/4 \override TupletBracket #'bracket-visibility = ##f %s8*0^\markup{Aria} << { < a f' >4 < f d' > < a f' > \| < g e' > < e cis' > < g e' > \| < f d' >8 < e cis' > < f d' > < a f' > < g e' > < f d' > \| < e cis' >4 } \\ { d,2. e f2 g4 \| a2.*1/3 } >> } >> \layout { #(layout-set-staff-size 17) \context { \Score \remove "Metronome_mark_engraver" \override SpacingSpanner.common-shortest-duration = #(ly:make-moment 1/2) } } } |
| 42  | 205 | 148 | 15  | Chaconne en fa majeur (33 variations)                 | \version "2.18.2" \header { tagline = ##f % composer = "Johann Pachelbel" % opus = "Chaconne en fa majeur, P. 42" % meter = "" } \score { << \relative c'' { \clef alto \key f \major \time 3/4 \override TupletBracket #'bracket-visibility = ##f %s8*0^\markup{Aria} << { a4. a8 g f \| g4. a8 e4 \| f4. a8 g f e4.\trill d8 e4 } \\ { f,2. c d c } \\ { \stemDown f'4 c d \| e8 d c2_~ \| c8 a b2 \| c4 g c } >> } >> \layout { #(layout-set-staff-size 17) \context { \Score \remove "Metronome_mark_engraver" \override SpacingSpanner.common-shortest-duration = #(ly:make-moment 1/2) } } }                                   |
| 43  | 206 | 149 | 16  | Chaconne en fa mineur (22 variations)                 | \version "2.18.2" \header { tagline = ##f % composer = "Johann Pachelbel" % opus = "Chaconne en fa mineur, P. 43" % meter = "" } \score { << \relative c' { \clef alto \key f \minor \time 3/4 \override TupletBracket #'bracket-visibility = ##f %s8*0^\markup{Aria} << { f8 g aes4. aes8 \| g g' c,4. ees,8 \| f4~ f16 f g a g8.\trill f16 \| e4. c'8 e,4 } \\ { f,2. ees des c } >> } >> \layout { #(layout-set-staff-size 17) \context { \Score \remove "Metronome_mark_engraver" \override SpacingSpanner.common-shortest-duration = #(ly:make-moment 1/2) } } }                                                                |
| 44* | -   | -   | -   | Chaconne en la mineur (incomplète, incipit seulement) | |

### Airs avec variations
| P                                                                       | T   | PC   | POP | Composition                                                      | Incipit |
| ----------------------------------------------------------------------- | --- | ---- | --- | ---------------------------------------------------------------- | --- |
| Hexachordum Apollinis (1699) (NB : Le recueil comprend les P.193 à 198) |     |      |     |                                                                  | |
| 193                                                                     | 211 | 131  | 1   | Air et 6 variations en ré mineur, Aria prima                     | \version "2.18.2" \header { tagline = ##f % composer = "Johann Pachelbel" % opus = "Hexachordum Apollinis : Aria Prima" % meter = "" } \score { << \relative c'' { \key c \major \time 4/4 \override TupletBracket #'bracket-visibility = ##f %s8*0^\markup{Aria} d4 cis8.\trill d16 d4 r16 d16 c bes \| a a bes c bes8.\trill a16 g4 g \| % \bar "\|\|" %s8*0^\markup{Var. 1.} %r16 d'16 f a cis, e a, cis d f a, b c d g, bes \| } >> \layout { #(layout-set-staff-size 17) \context { \Score \remove "Metronome_mark_engraver" \override SpacingSpanner.common-shortest-duration = #(ly:make-moment 1/2) } } } |
| 194                                                                     | 212 | 132  | 2   | Air et 5 variations en mi mineur, Aria secunda                   | \version "2.18.2" \header { tagline = ##f % composer = "Johann Pachelbel" % opus = "Hexachordum Apollinis : Aria secunda" % meter = "" } \score { << \relative c' { \key e \minor \time 4/4 \override TupletBracket #'bracket-visibility = ##f e4 fis8.\trill e32 fis g8. fis16 e8 e' \| d8. c32 b a8 d b8.\trill a16 g4 \| } >> \layout { #(layout-set-staff-size 17) \context { \Score \remove "Metronome_mark_engraver" \override SpacingSpanner.common-shortest-duration = #(ly:make-moment 1/2) } } } |
| 195                                                                     | 213 | 133  | 3   | Air et 6 variations en fa majeur, Aria tertia                    | \version "2.18.2" \header { tagline = ##f % composer = "Johann Pachelbel" % opus = "Hexachordum Apollinis : Aria tertia" % meter = "" } \score { << \relative c' { \key f \major \time 4/4 \override TupletBracket #'bracket-visibility = ##f f8. g16 f8.\trill e16 << { f4~ f16 f e f \| g8 a bes c16 bes a8.\prall g16 g4 \| a8 g f4 } \\ { s4 d4 \| e8 f4 e8 f4 e \| f8 e d4 } >> \| } >> \layout { #(layout-set-staff-size 17) \context { \Score \remove "Metronome_mark_engraver" \override SpacingSpanner.common-shortest-duration = #(ly:make-moment 1/2) } } }                                            |
| 196                                                                     | 214 | 134  | 4   | Air et 6 variations en sol mineur, Aria quarta                   | \version "2.18.2" \header { tagline = ##f % composer = "Johann Pachelbel" % opus = "Hexachordum Apollinis : Aria quarta" % meter = "" } \score { << \relative c'' { \key f \major \time 4/4 \override TupletBracket #'bracket-visibility = ##f << { bes16. c32 d8 fis,8. fis16 g4 d' \| ees d4. c8 d4 } \\ { d,4 c d4. g8 \| g a bes fis g4 fis } >> \| } >> \layout { #(layout-set-staff-size 17) \context { \Score \remove "Metronome_mark_engraver" \override SpacingSpanner.common-shortest-duration = #(ly:make-moment 1/2) } } }                                                                            |
| 197                                                                     | 215 | 135  | 5   | Air et 6 variations en la mineur, Aria quinta                    | \version "2.18.2" \header { tagline = ##f % composer = "Johann Pachelbel" % opus = "Hexachordum Apollinis : Aria quinta" % meter = "" } \score { << \relative c'' { \key c \major \time 4/4 \override TupletBracket #'bracket-visibility = ##f << { c4 b a g \| f8 e32 f g16 e8.\trill d16 e8. d16 c4 } \\ { e4. d8 c4. b8 \| <f a >4 <g b > c2 } >> \| } >> \layout { #(layout-set-staff-size 17) \context { \Score \remove "Metronome_mark_engraver" \override SpacingSpanner.common-shortest-duration = #(ly:make-moment 1/2) } } }                                                                            |
| 198                                                                     | 216 | 136  | 6   | Air et 8 variations en fa mineur, Aria sexta (Aria Sebaldina)    | \version "2.18.2" \header { tagline = ##f % composer = "Johann Pachelbel" % opus = "Hexachordum Apollinis : Aria sexta" % meter = "" } \score { << \relative c' { \key g \minor \time 3/4 \override TupletBracket #'bracket-visibility = ##f f4 c' des \| c~ c16 des c bes aes4~ \| aes8 aes16 g f8 c' bes16 c aes8 \| g4.\trill f8 f4 \bar ":\|." } >> \layout { #(layout-set-staff-size 17) \context { \Score \remove "Metronome_mark_engraver" \override SpacingSpanner.common-shortest-duration = #(ly:make-moment 1/2) } } }                                                                                 |
|                                                                         |     |      |     |                                                                  | |
| 21*                                                                     | -   | 137  | -   | Air et 3 variations en ut mineur (incomplet, air seul conservé)  | |
| 22                                                                      | 217 | 138  | 8   | Air et 6 variations en ré majeur                                 | |
| 24*                                                                     | -   | 139  | -   | Air et 7 variations en sol majeur (incomplet, air seul conservé) | |
| 25                                                                      | 218 | 148  | 9   | Air et 3 variations en la majeur                                 | |
| 26                                                                      | 219 | 140? | 10  | Air et 4 variations en la mineur                                 | |
| 27                                                                      | -   | 141? | -   | Air et 6 variations en la mineur                                 | |
| 29                                                                      | 220 | 143  | 7   | Arietta et 9 variations en fa majeur                             | |

### Préludes
| P       | T   | PC      | POP | Composition                  | Incipit |
| ------- | --- | ------- | --- | ---------------------------- | ------- |
| 401*    | -   | -       | -   | Preamble en do majeur        |         |
| 402*    | -   | -       | -   | Preamble en mi mineur        |         |
| 402bis* | -   | -       | -   | Preamble en mi mineur [N° 2] |         |
| 403*    | -   | -       | -   | Preamble en fa majeur        |         |
| 403bis* | -   | -       | -   | Preamble en fa majeur        |         |
| 404*    | -   | -       | -   | Preamble en la mineur        |         |
| 406     | 221 | 153/154 | 250 | Prélude en ré mineur (N° 1)  |         |
| 407     | 222 | 153     | 256 | Prélude en ré mineur (N° 2)  |         |
| 408     | 223 | 155     | 251 | Prélude en mi flat majeur    |         |
| 409     | 224 | 156/157 | 252 | Prélude en sol majeur        |         |
| 410     | 225 | 158     | 253 | Prélude en sol mineur        |         |
| 411     | 226 | 159     | 254 | Prélude en la majeur         |         |
| 412     | 227 | 160     | 255 | Prélude en la mineur         |         |
| 412bis* | -   | 160?    | -   | Prélude en la mineur [N° 2]  |         |

#### Préludes et fugues
| P       | T   | PC          | POP | Composition                                                              | Incipit |
| ------- | --- | ----------- | --- | ------------------------------------------------------------------------ | --- |
| 413     | -   | 152         | -   | Prélude et fugue en do majeur                                            | |
| 414*    | -   | 326         | -   | Prélude et Fugue en do mineur                                            | |
| 414bis* | -   | -           | -   | Prélude et fugue en ré majeur                                            | |
| 415     | -   | -           | -   | Prélude et fugue en ré mineur                                            | |
| 416     | 228 | 156         | -   | Prélude et fugue en mi mineur (N° 1)                                     | \version "2.18.2" \header { tagline = ##f % composer = "Johann Pachelbel" % opus = "Prélude et fugue en mi mineur, P 416" % meter = "" } \score { << \relative c' { \key e \minor \time 4/4 \override TupletBracket #'bracket-visibility = ##f s8*0^\markup{Prélude} << { e2~ e16 b c d c d c32 d c b \| c2 b8 c16 d e fis g a \| b4~ } \\ { e,,1~ e } >> } >> \layout { #(layout-set-staff-size 17) \context { \Score \remove "Metronome_mark_engraver" \override SpacingSpanner.common-shortest-duration = #(ly:make-moment 1/2) } } } · \version "2.18.2" \header { tagline = ##f % composer = "Johann Pachelbel" % opus = "Prélude et fugue en mi mineur, P 416" % meter = "" } \score { << \relative c'' { \key e \minor \time 4/4 \override TupletBracket #'bracket-visibility = ##f s8*0^\markup{Fugue} << { b4. b8 g4 a \| b e,8 fis g a b g \| c4 gis a8 c b a gis4 } \\ { s1*2 \| e4. e8 c4 d \| e } >> } >> \layout { #(layout-set-staff-size 17) \context { \Score \remove "Metronome_mark_engraver" \override SpacingSpanner.common-shortest-duration = #(ly:make-moment 1/2) } } } |
| 417     | -   | 214 (fugue) | -   | Prélude et fugue en mi mineur (no. 2) (le Prélude est tranposé de P.406) | |

### Toccatas
| P       | T   | PC      | POP | Composition                                                                            | Incipit |
| ------- | --- | ------- | --- | -------------------------------------------------------------------------------------- | --- |
| 454     | 231 | 162     | 270 | Toccata en do majeur (N° 1)                                                            | \version "2.18.2" \header { tagline = ##f % composer = "Johann Pachelbel" % opus = "Toccata en do majeur, P. 454" % meter = "" } \score { << \relative c'' { \key c \major \time 4/4 \override TupletBracket #'bracket-visibility = ##f %s8*0^\markup{Aria} << { c1 a g~ \| g16 g a b c } \\ { < e, g >1~ q2 f~ \| f~ f8 e16 f e f e d e } >> } >> \layout { #(layout-set-staff-size 17) \context { \Score \remove "Metronome_mark_engraver" \override SpacingSpanner.common-shortest-duration = #(ly:make-moment 1/2) } } } |
| 455     | 232 | 163     | 273 | Toccata en do majeur (N° 2)                                                            | \version "2.18.2" \header { tagline = ##f % composer = "Johann Pachelbel" % opus = "Toccata en do majeur, P. 455" % meter = "" } \score { << \relative c { \clef bass \key c \major \time 4/4 \override TupletBracket #'bracket-visibility = ##f %s8*0^\markup{Aria} << { r8 e16 d c f e d e8 < e g >16 < d f > < c e > < f a > < e g > < d f > < e g >8 c'16 b } \\ { c,,1~ c1*1/4~ } >> } >> \layout { #(layout-set-staff-size 17) \context { \Score \remove "Metronome_mark_engraver" \override SpacingSpanner.common-shortest-duration = #(ly:make-moment 1/2) } } }                                                                                  |
| 456     | 233 | 164     | 274 | Toccata en do majeur (N° 3)                                                            | |
| 457     | 234 | 165     | 278 | Toccata en do majeur (N° 4)                                                            | |
| 458     | 235 | 166     | 285 | Toccata en do majeur (N° 5)                                                            | |
| 459     | 236 | 167     | 279 | Toccata en do mineur                                                                   | |
| 460     | 237 | 168     | 272 | Toccata en ré majeur (tonalité répertoriée par erreur dans PC comme ré mineur)         | |
| 461     | 238 | 169     | 271 | Toccata en ré mineur                                                                   | |
| 462     | 240 | 171     | 281 | Toccata en mi mineur                                                                   | |
| 463     | 242 | 172/173 | 282 | Toccata en fa majeur (N° 1)                                                            | |
| 464     | 241 | 172/173 | 276 | Toccata en fa majeur (N° 2)                                                            | |
| 464bis* | -   | -       | -   | Toccata en sol majeur (largement acceptée comme étant de Wilhelm Hieronymus Pachelbel) | |
| 465     | 243 | 174     | 277 | Toccata en sol mineur (N° 1)                                                           | |
| 466     | 244 | 175     | 280 | Toccata en sol mineur (N° 2)                                                           | |
| 467     | 245 | 176     | 283 | Toccata en sol mineur (N° 3)                                                           | |
| 468     | 246 | 177     | 284 | Toccata en sol mineur (N° 4)                                                           | \version "2.18.2" \header { tagline = ##f % composer = "Johann Pachelbel" % opus = "Toccata en sol mineur (no. 4), P.468" % meter = "" } \score { << \relative c'' { % \clef bass \key f \major \time 4/4 \override TupletBracket #'bracket-visibility = ##f %s8*0^\markup{Aria} << { r8 d16 c bes c d a bes8 bes16 a g a bes fis \| g8 d'16 c bes c d a bes8 } \\ { g,1~-\markup{8b} \| g1*1/2 } \\ { \stemDown s2 s8 d'16 c bes c d a \| bes8 bes16 a g a bes fis g } >> } >> \layout { #(layout-set-staff-size 17) \context { \Score \remove "Metronome_mark_engraver" \override SpacingSpanner.common-shortest-duration = #(ly:make-moment 1/2) } } } |
| 471     | -   | -       | -   | Toccatina en ré mineur                                                                 | |
| 472     | -   | -       | -   | Toccatina en sol majeur                                                                | |
| 473     | -   | -       | -   | Toccatina en sol mineur                                                                | |

#### Toccatas et fugues
| P   | T   | PC  | POP | Composition                        | Incipit |
| --- | --- | --- | --- | ---------------------------------- | ------- |
| 469 | 239 | 170 | 275 | Toccata et Fugue en ré mineur      |         |
| 470 | 247 | 178 | 286 | Toccata et Fugue en si flat majeur |         |

### Fantaisies
| P       | T   | PC  | POP | Composition                   | Incipit |
| ------- | --- | --- | --- | ----------------------------- | ------- |
| 123     | 251 | 179 | 110 | Fantaisie en do majeur        |         |
| 124     | 253 | 181 | 112 | Fantaisie en ré mineur (N° 1) |         |
| 125     | 252 | 180 | 111 | Fantaisie en ré mineur (N° 2) |         |
| 125bis* | -   | -   | -   | Fantaisie en ré mineur (N° 3) |         |
| 126     | 256 | 184 | 115 | Fantaisie en la mineur        |         |
| 127     | 254 | 182 | 113 | Fantaisie en mi flat majeur   |         |
| 128     | 255 | 183 | 114 | Fantaisie en sol mineur       |         |
| -       | -   | -   | -   | Fantaisie                     |         |
| -       | -   | -   | -   | Fantaisie                     |         |

### Fugues
| P      | T   | PC   | POP | Composition                                                                              | Incipit |
| ------ | --- | ---- | --- | ---------------------------------------------------------------------------------------- | ------- |
| 131    | 261 | 186  | 122 | Fugue en do majeur (N° 1)                                                                |         |
| 132    | 272 | -    | 143 | Fugue en do majeur (N° 2)                                                                |         |
| 133    | 275 | 199  | 144 | Fugue en ré majeur (N° 1)                                                                |         |
| 134*   | -   | -    | -   | Fugue en ré majeur (N° 2)                                                                |         |
| 135    | 277 | 214? | 123 | Fugue en mi mineur (N° 1)                                                                |         |
| 136*   | -   | -    | -   | Fugue en mi mineur (N° 2)                                                                |         |
| 137    | 281 | 217? | 145 | Fugue en sol majeur                                                                      |         |
| 138*   | -   | -    | -   | Fugue en sol mineur                                                                      |         |
| 139    | 283 | 222  | 120 | Fugue en la majeur                                                                       |         |
| 140*   | -   | -    | -   | Fugue en la mineur                                                                       |         |
| 141    | 286 | 225  | 121 | Fugue en si mineur                                                                       |         |
| 142    | 262 | 188  | 124 | Fugue en do majeur (N° 3)                                                                |         |
| 143    | 263 | 189  | 125 | Fugue en do majeur (N° 4, bicinium)                                                      |         |
| 144    | 264 | 190  | 126 | Fugue en do majeur (N° 5, bicinium)                                                      |         |
| 145    | 267 | 191  | 129 | Fugue en do majeur (N° 6)                                                                |         |
| 146    | 268 | 192  | 130 | Fugue en do majeur (N° 7)                                                                |         |
| 147    | 271 | 193  | 137 | Fugue en do majeur (N° 8)                                                                |         |
| 148    | 265 | 194  | 127 | Fugue en do majeur (N° 9)                                                                |         |
| 149    | 266 | 195  | 128 | Fugue en do majeur (N° 10)                                                               |         |
| 150    | 269 | 196  | 131 | Fugue en do majeur (N° 11)                                                               |         |
| 151    | 270 | 197  | 132 | Fugue en do majeur (N° 12)                                                               |         |
| 152    | 273 | 198  | 133 | Fugue en do mineur                                                                       |         |
| 153    | 274 | 200  | 134 | Fugue en ré majeur (N° 1)                                                                |         |
| 153bis | -   | -    | -   | Fugue en ré majeur (N° 2)                                                                |         |
| 154    | 276 | 202  | 141 | Fugue en ré mineur (N° 1)                                                                |         |
| 155*   | -   | -    | -   | Fugue en ré mineur (N° 2)                                                                |         |
| 155bis | -   | -    | -   | Fugue en ré mineur (N° 3)                                                                |         |
| 156    | 278 | 156  | 135 | Fugue en fa majeur (N° 1)                                                                |         |
| 156bis | -   | -    | -   | Fugue en fa majeur (N° 2)                                                                |         |
| 157*   | -   | -    | -   | Fugue en fa mineur (identical to P.268(1) Magnificat Fugue primi toni N° 12, transposed) |         |
| 158    | 279 | 218  | 136 | Fugue en sol majeur (N° 1)                                                               |         |
| 159    | 280 | 219  | 142 | Fugue en sol majeur (N° 2)                                                               |         |
| 160    | 282 | 160  | 138 | Fugue en sol mineur                                                                      |         |
| 161    | -   | 220  | -   | Fugue en la majeur                                                                       |         |
| 162    | 284 | 162  | 139 | Fugue en la mineur (N° 1)                                                                |         |
| 163    | 285 | 224  | 140 | Fugue en la mineur (N° 2)                                                                |         |

### Ricercars
| P    | T   | PC      | POP | Composition                  | Incipit |
| ---- | --- | ------- | --- | ---------------------------- | ------- |
| 418  | 291 | 320/321 | 261 | Ricercare en do majeur       |         |
| 419  | 292 | 322     | 262 | Ricercare en do mineur       |         |
| 420* | -   | -       | -   | Ricercare en ré majeur       |         |
| 421  | 293 | 320     | 260 | Ricercare en fa dièse mineur |         |

## Autres pièces pour clavier
| P       | T    | PC    | Composition                                                                                 | Incipit |
| ------- | ---- | ----- | ------------------------------------------------------------------------------------------- | ------- |
| 164*    | -    | -     | Gavotte en fa majeur                                                                        |         |
| 234bis  | -    | -     | Lied en sol mineur                                                                          |         |
| 366     | -    | -     | Menuet en ré mineur                                                                         |         |
| 367*    | -    | 346?  | Menuet en sol majeur (N° 1)                                                                 |         |
| 368*    | -    | 346?  | Menuet en sol majeur (N° 2)                                                                 |         |
| 421bis* | -    | 347   | Sarabande en sol mineur                                                                     |         |
| 428*    | 301  | 327   | Suite en do majeur (Catalogue Max Seiffert : N° 25)                                         |         |
| 429*    | 302  | 328   | Suite en do mineur (incomplète ; 2 mouvements)                                              |         |
| 430*    | 303  | 329   | Suite en do dièse mineur                                                                    |         |
| 431*    | 304  | 330   | Suite en ré majeur                                                                          |         |
| 432*    | 305  | 331   | Suite en ré mineur (Catalogue Max Seiffert : N° 26)                                         |         |
| 433*    | 306  | 332   | Suite en mi bémol majeur                                                                    |         |
| 434*    | 307  | 333   | Suite en mi majeur                                                                          |         |
| 435*    | 308  | 334   | Suite en mi mineur (N° 1) (Catalogue Max Seiffert : N° 28)                                  |         |
| 436     | 309  | 335   | Suite en mi mineur (N° 2) (Catalogue Max Seiffert : N° 29)                                  |         |
| 437*    | 311  | 337a? | Suite en fa majeur (N° 1) (sans doute incomplète : 3 mvts ; Catalogue Max Seiffert : N° 32) |         |
| 438     | 310  | 336?  | Suite en fa majeur (N° 2)                                                                   |         |
| 439*    | 312  | 338   | Suite en fa dièse mineur                                                                    |         |
| 440*    | 313? | 339?  | Suite en sol majeur (N° 1) (Catalogue Max Seiffert : N° 34?)                                |         |
| 441*    | 314? | 339?  | Suite en sol majeur (N° 2)                                                                  |         |
| 442*    | 315  | 340a  | Suite en sol mineur (N° 1) (Catalogue Max Seiffert : N° 33)                                 |         |
| 443     | 316  | 340b  | Suite en sol mineur (N° 2) (Catalogue Max Seiffert : N° 33)                                 |         |
| 444     | 317  | 341   | Suite en la bémol majeur                                                                    |         |
| 445*    | 318  | 342   | Suite en la majeur (Catalogue Max Seiffert : N° 36)                                         |         |
| 446*    | 319  | 343   | Suite en la mineur                                                                          |         |
| 447*    | 320  | 344   | Suite en si bémol majeur                                                                    |         |
| 448*    | 321  | 345   | Suite en si mineur                                                                          |         |

## Musique de chambre
| P                             | T   | PC    | Composition | Incipit |
| ----------------------------- | --- | ----- | --- | --- |
| Musicalische Ergötzung (1691) |     |       | | |
| 370a                          | 331 | 348   | Suite en fa majeur, 2vn, b.c. | |
| 371                           | 332 | 349   | Suite en do mineur, 2vn, b.c. | |
| 372                           | 333 | 350   | Suite en mi bémol majeur, 2vn, b.c. | |
| 373                           | 334 | 351   | Suite en mi mineur, 2vn, b.c. | |
| 374                           | 335 | 352   | Suite en do majeur, 2vn, b.c. | |
| 375                           | 336 | 353   | Suite en si bémol majeur, 2vn, b.c. | |
|                               |     |       | | |
| 28                            | 341 | -     | Aria et 9 variations en la majeur, vn, 2vg | |
| 37                            | 337 | 358   | Canon et gigue en ré majeur, 3vn, b.c. | \version "2.18.2" \header { tagline = ##f % composer = "Johann Pachelbel" % opus = "Canon et gigue en ré mineur" % meter = "" } tema = { fis,4 e d cis \| b a b cis \| d cis b a \| g fis g e } temaUp = { fis'4 e d cis \| b a b cis \| d cis b a \| g fis g e } \score { << \relative c''' { % \clef bass \key d \major \time 4/4 \override TupletBracket #'bracket-visibility = ##f %s8*0^\markup{Aria} << { s1*2 \tema } \\ { \temaUp d8 fis a g fis d fis e \| d b d a' g b a g \| } >> } >> \layout { #(layout-set-staff-size 17) \context { \Score \remove "Metronome_mark_engraver" \override SpacingSpanner.common-shortest-duration = #(ly:make-moment 1/2) } } } |
| 427*                          | -   | 359   | Sonate en sol majeur, vn, k.i. | |
| 449                           | 340 | 354   | Suite en fa dièse mineurin, vn, 2va, b.c. | |
| 450                           | 339 | 355b? | Suite en sol majeur (no. 1), vn, 2va, vle (Perrault writes: The lack of figuration for the lower part means that it was not a b.c., so that this work may well count as the first true string quartet, at least within the Germanophone domain.) | |
| 451                           | 338 | 355a? | Suite en sol majeur (no. 2), 2vn, 2va, b.c. | |
| 453                           | -   | -     | Suite [tonalité non précisée], vn, 2va, k.i., (?)b.c. | |

## Musique vocale

### Arias
| P       | T   | PC  | Composition                                                                                         | Incipit |
| ------- | --- | --- | --------------------------------------------------------------------------------------------------- | ------- |
| 32      | 431 | 360 | Auf, werte Gäst, pour soprano ou ténor, 2vn, b.c. (1 strophe)                                       |         |
| 33      | 432 | 361 | Augen, streuet Perlentränen, pour alto, ténor, 4va, "va pro basso" (4 strophes)                     |         |
| 57*     | -   | -   | Christ ist erstanden, pour soprano, vn, b.c. (possibly by Achilles)                                 |         |
| 74      | 433 | 367 | Das angenehmste Wetter, pour ténor, 2vn                                                             |         |
| 75      | 434 | 368 | Das Gewitter pour ténor, 2vn, b.c. (6 strophes)                                                     |         |
| 76      | 435 | 369 | Das Jahr fängt an, pour alto, 2vn, 2va, b.c. (4 strophes)                                           |         |
| 86      | 436 | 363 | Der Widder Abrahams, pour alto, ténor, 2vn, b.c. (5 strophes)                                       |         |
| 100     | 437 | 370 | Die freuderfüllten Abendstunden, pour soprano, 2vn, 2va, b.c.                                       |         |
| 113     | 438 | 371 | Es muss die Sinne ja erfreuen, pour ténor, 2vn, b.c. (7 strophes)                                   |         |
| 165     | 439 | 372 | Geliebtes Vaterherz, pour basse, 2vn, 2va, b.c./vle                                                 |         |
| 180     | 440 | 374 | Guter Walter unsers Rat, pour ténor, 2vn, 2va, b.c.                                                 |         |
| 199     | 441 | 375 | Hör, grosser Mäcenat, pour alto, 2vn, 2va, b.c.                                                     |         |
| 240     | 442 | 376 | Mäcenas lebet noch, pour alto, 2vn, 2va, tr, b.c. (6 strophes)                                      |         |
| 360     | 443 | 363 | Mein Leben, dessen Kreuz, pour ténor, 2vn, 2va, "va pro basso", org (6 strophes)                    |         |
| 379bis* | -   | -   | Nisi Domin[us] aedificaverit, (?)aria, basse, (?)vn, b.c.                                           |         |
| 391     | 444 | 377 | O grosses Musenlicht, pour ténor, 2vn, 2vg, b.c.                                                    |         |
| 425     | 445 | 378 | So ist denn dies der Tag, aria et chœur pour soprano, SSATB, 2vn, 3va, 4tr, timp, b.c. (8 strophes) |         |
| 426     | 446 | 379 | So ist denn nun die Treu, aria et chœur pour 2 sopranos, SSATB, 2fl, 2vn, 3va, b.c. (9 strophes)    |         |
| 476bis  | -   | -   | Verzag [Vergess?] doch nicht, du armer Sünder, pour ténor, vn, 4va, b.c.                            |         |
| 477     | 447 | 364 | Voller Wunder, voller Kunst, pour soprano, alto, ténor, basse, b.c.                                 |         |
| 500     | 448 | 380 | Wie nichtig, ach !, pour ténor, 3va, b.c.                                                           |         |
| 515     | 449 | 365 | Wohl Euch, die ihr in Gott verliebt, pour soprano, alto, ténor, basse, b.c.                         |         |

### Motets
| P   | T   | PC   | Composition                                                           | Incipit |
| --- | --- | ---- | --------------------------------------------------------------------- | ------- |
| 77  | 351 | 382  | Der Herr ist König, darum toben die Völker, SATB, SATB, (?)b.c.       |         |
| 78  | 352 | 383? | Der Herr ist König und herrlich geschmückt, SATB, SATB, b.c.          |         |
| 79  | 353 | 383? | Der Herr ist König und herrlich geschmückt... Hallelluja, SSATB, b.c. |         |
| 122 | 354 | 388  | Exurgat Deus, SATB, SATB, b.c.                                        |         |
| 175 | 355 | 384  | Gott ist unser Zuversicht und Stärcke, SATB, SATB, b.c.               |         |
| 213 | 356 | -    | Jauchzet dem Herrn, alle Welt, SATB, SATB, b.c.                       |         |
| 217 | 357 | -    | Jauchzet Gott, alle Lande, SATB, SATB, b.c.                           |         |
| 381 | 358 | 385  | Nun danket alle Gott, SATB, SATB, b.c.                                |         |
| 400 | 359 | 389  | Paratum cor meum, SATB, SATB, b.c.                                    |         |
| 424 | 360 | 386  | Singet dem Herrn ein neues Lied, SATB, SATB, b.c.                     |         |
| 474 | 361 | 387  | Tröste uns Gott, unser Heiland, SATB, SATB, b.c.                      |         |

### Concerts sacrés
| P       | T   | PC     | Composition                                                                                                | Incipit |
| ------- | --- | ------ | --- | ------- |
| 0*      | -   | -      | Ach Gott, erhör mein Seufzen                                                                               |         |
| 60      | 371 | 393    | Christ lag in Todesbanden, SATB, 2vn, 3va, fg, b.c.                                                        |         |
| 84      | 372 | 394    | Der Name des Herren sei gelobet, SAB, 2vn, (?)fg, b.c.                                                     |         |
| 173*    | -   | 395    | Gott du Gott Israel, SSATB, 2vn, 2va, b.c.                                                                 |         |
| 176     | 373 | -      | Gott ist unser Zuversicht und Stärcke, SATB, 2vn, 3va, fg, b.c.                                            |         |
| 177     | 374 | -      | Gott sei uns gnädig, SSATB, 5tr, timp, 2vn, 4va, fg, b.c., org.                                            |         |
| 215     | 376 | 395(2) | Jauchzet dem Herrn, alle Welt, en sol majeur, SSATB, 2ob, 2vn, 3va, fg/vle, b.c.                           |         |
| 216     | 375 | 411    | Jauchzet dem Herrn, alle Welt, en ré majeur, SSATB, 4tr, timp, 2vn, 3va, fg, b.c.                          |         |
| 230     | 377 | -      | Kommt her zu mir, spricht Gottes Sohn, SATB, 2 cornetti/clarini, 2vn, [va], b.c.                           |         |
| 238     | 378 | -      | Lobet den Herrn in seinem Heiligtum, SSATB, 2fl/2ob, 5tr, tb, timp, cymbal, harp, fg, 2vn, 3va, b.c.(org.) |         |
| 359     | 380 | 396    | Mein Herr Jesu, dir leb ich, SATB, 3va, b.c.                                                               |         |
| 359bis* | -   | -      | Mein Herz ist bereit                                                                                       |         |
| 364     | 379 | 397    | Meine Sünden betrüben mich, SATB, ob, 4vg, fg/vle, b.c.                                                    |         |
| 487     | 381 | 399    | Was Gott tut, das ist wohlgetan, SATB, 2vn, 2va, fg, b.c.                                                  |         |

### Messes
| P   | T   | PC  | Composition                                   | Incipit |
| --- | --- | --- | --------------------------------------------- | ------- |
| 357 | 386 | 408 | Messe en do majeur, SATB, 2clarini, 2vn, b.c. |         |
| 358 | 387 | 407 | Messe en ré majeur "Missa Brevis", SATB, b.c. |         |

### Ingressus
| P  | T    | PC   | Composition                                                                                           | Incipit |
| -- | ---- | ---- | --- | ------- |
| 87 | 391  | 421  | Deus in adjutorium meum intende, SATB, 2vn, va, si.do., do majeur (N° 1)                              |         |
| 88 | 392  | 422  | Deus in adjutorium meum intende, SATB, 2vn, 3va, fg, si.do., do majeur (N° 2)                         |         |
| 89 | 393  | 423  | Deus in adjutorium meum intende, SSATB, 4tr, timp, 2vn, 3va, fg, si.do., org, do majeur (N° 3)        |         |
| 90 | 394? | 424  | Deus in adjutorium meum intende, [SATB((?)solo)], 2vn, va, si.do., ré majeur (N° 1)                   |         |
| 91 | 395? | 425  | Deus in adjutorium meum intende, SATB, 2vn, 3va, fg, si.do., ré majeur (N° 2)                         |         |
| 92 | 396  | 426  | Deus in adjutorium meum intende, SSATB, 2vn, 3va, si.do., ré mineur (tonalité PC erronée : ré majeur) |         |
| 93 | 397  | 427  | Deus in adjutorium meum intende, SSATB, 2vn, 4va, fg, si.do., fa majeur                               |         |
| 94 | 398  | 430  | Deus in adjutorium meum intende, SATB, 2vn, 3va (ad lib.), si.do., sol majeur                         |         |
| 95 | 399? | 428? | Deus in adjutorium meum intende, SATB, 2vn, fg, si.do., sol mineur (N° 1)                             |         |
| 96 | 400? | 429? | Deus in adjutorium meum intende, SSATB, 2vn, va, 2vg, fg, si.do., sol mineur (N° 2)                   |         |
| 97 | 401  | 432  | Deus in adjutorium meum intende, SSATB, 2vn, 3va, fg, si.do., la majeur                               |         |
| 98 | 402  | 431  | Deus in adjutorium meum intende, SSATB, 2vn, 3va, fg, si.do., la mineur                               |         |

### Magnificats
| P   | T    | PC   | Composition                                                                                               | Incipit |
| --- | ---- | ---- | --- | ------- |
| 242 | 413  | 433  | Magnificat en do majeur (N° 1), SATB, 2tr, 2vn, 2va, si.do.                                               |         |
| 243 | 411  | 434  | Magnificat en do majeur (N° 2), SSATB, 2ob, 2vn, 3va, fg, si.do.                                          |         |
| 244 | 412? | 435? | Magnificat en do majeur (N° 3), SSATB, 4tr, timp, 2vn, va, 2vg, fg, si.do.                                |         |
| 245 | 414? | 436? | Magnificat en do majeur (N° 4), SSATB, 4tr, timp, 2vn, va, vg, fg, si.do.                                 |         |
| 246 | 417  | 437  | Magnificat en ré majeur (N° 1), SATB, 4va (ad libitum), si.do.                                            |         |
| 247 | 415  | 438  | Magnificat en ré majeur (N° 2), SSATB, 2cornetti, 2ob, 2vn, 3va, fg, "con Organo"                         |         |
| 248 | 416  | 439  | Magnificat en ré majeur (N° 3), [chor.I]SSATB, 2vn, 3va, fg, si.do., [chor.II]SSATB, 2vn, 3va, fg, si.do. |         |
| 250 | 418  | 440  | Magnificat en mi bémol majeur, SATB, 2vn, 3va, fg, si.do., org                                            |         |
| 251 | 419  | 441  | Magnificat en fa majeur (N° 1), SATB, 2vn, fg, si.do.                                                     |         |
| 252 | 420  | 442  | Magnificat en fa majeur (N° 2), SSATB, 2vn, si.do.                                                        |         |
| 253 | 421  | 444  | Magnificat en sol majeur, SATB, 2vn, si.do.                                                               |         |
| 254 | 422  | 443  | Magnificat en sol mineur, SATB, si.do.                                                                    |         |
| 255 | 423  | 445  | Magnificat en si bémol majeur, SSATB, 2ob, 2vn, 3va, fg, si.do./org                                       |         |

## Ouvrages perdus

### Préludes de chorals
| P      | Composition                                                            |
| ------ | ---------------------------------------------------------------------- |
| 2bis*! | Ach Gott, vom Himmel sieh darein (N° 3)                                |
| 19!    | An Wasserflüssen Babylon (N° 3)                                        |
| 68!    | Christum wir sollen loben schon                                        |
| 72!    | Danket dem Herrn, denn er ist sehr freundlich                          |
| 168!   | Gläubiges Herz, freue                                                  |
| 207!   | Ich weiss dass mein Erlöser lebt                                       |
| 221!   | Jesus Christus, unser Heiland, der von uns den Gotteszorn wandt (N° 2) |
| 224!   | Komm Gott Schöpfer, heiliger Geist                                     |
| 390!   | Nun lob' mein Seel' den Herren                                         |
| 392!   | O Herre Gott, dein göttlich Wort                                       |
| 395!   | O Lamm Gottes unschuldig (N° 3)                                        |
| 499!   | Wie nach einer Wasserquelle                                            |

### Chorals variés
| P        | Composition                               |
| -------- | ----------------------------------------- |
| 217bis!* | Jesu, meine Freude (sur l'hymne de Frack) |

### Musique de chambre
| P     | Composition                                                                           |
| ----- | ------------------------------------------------------------------------------------- |
| 370b! | Suite en ré majeur (Première suite de Musicalische Ergötzung transposée de fa majeur) |
| 452!  | Suite [2vn, 2va, vc, b.c.] en sol majeur (N° 3)                                       |
| 516!  | Partita, 2vn, en ré majeur.                                                           |

## Discographie
- Complete keyboard music - Simone Stella - 13 CD Brilliant Classics 2019 (OCLC 1083267527)